# Poecilotriccus senex
Poecilotriccus senex е вид птица от семейство Tyrannidae.

## Разпространение
Видът е разпространен в Бразилия.